# Tiszaadony
Tiszaadony község Szabolcs-Szatmár-Bereg vármegye Vásárosnaményi járásában.

## Fekvése
A vármegye északkeleti széle közelében helyezkedik el, annak az egykor Bereg vármegyéhez tartozó részén, a Tisza jobb partján.
A közvetlenül szomszédos települések: észak felől Tiszakerecseny, kelet felől Barabás, dél felől Tiszavid, délnyugat felől Aranyosapáti, északnyugat felől pedig Újkenéz (utóbbi kettő a Tisza túlsó, bal partján fekszik).
A legközelebbi nagyobb város Vásárosnamény, nagyjából 14 kilométerre délre.

### Megközelítése
Közúton négy irányból érhető el: Kisvárda-Aranyosapáti felől (a folyót komppal keresztezve) a 4109-es, Tiszakerecseny vagy Tiszavid érintésével a 4113-as, Barabás felől pedig a 4121-es úton.

## Története
Tiszaadony (Adony) nevét az oklevelek 1290-ben említették először, Odon néven.
Adony ekkor Fügedi (de Fygud) Farkas birtoka volt, Galgó földjével együtt, melyen két falu települhetett.
Fügedi Farkastól a Gutkeled nemzetségbeli Apoy fia Apoy ispán és fia Ekch vásárolta meg, akik 1287-ben zálogba adták Szalók nemzetségbeli Szalóki Péternek 120 M-ért. Szegénységük miatt azonban kiváltani már nem tudták, így 1290-ben végleg eladták a Szalókiaknak.
Az 1300-as években a Szalóki család birtoka volt.
1404-ben Zsigmond király hűtlenség miatt a Szalókiaktól elkobozta, és a Guti családnak adományozta.
A 15. században a Kerecsényiek és a Guti család tagjai osztoztak meg rajta.
A 16. században a Batthyány család és a pálosok birtoka volt egy ideig, majd Büdi Mihály beregi főispán lett birtokosa.
1600-ban a Büdi család kihaltával részüket Melith Péter , a birtok másik részét Lónyai Farkas szerezte meg.
A Jobbágyfelszabadítás előtti időkben több birtokos is osztozott rajta, így birtokos volt itt gróf Dégenfeld, Ilosvay, és a Gyulay család is.
A település határába esett Galgó, mára már elpusztult település is:

### Galgó
Galgó Árpád-kori település volt, a mai Tiszaadony mellett.
Nevét az oklevelek 1290-ben említették először Golgoua néven.
Fügedy (de Fyged) Farkas birtoka volt Adonnyal együtt, 1260 körül azonban eladta Gutkeled-Nemzetségbeli Apoynak és fiának, Ecknek, akik 1290-ben 120 M-ért Adonnyal együtt eladták a Szalók nemzetséghez tartozó Szalóki Mihály fiának, Péternek.
1298-ban Szalóki Péter birtoka volt, de Eszenyi Tamás fiai és azok csapi jobbágyai lerombolták a falut.

## Közélete

### Polgármesterei
- 1990–1994: Balogh Sándor (független)[3]
- 1994–1998: Balogh Sándor (MSZP-Agrárszövetség)[4]
- 1998–2002: Lakatos József (független)[5]
- 2002–2006: Lakatos József (független)[6]
- 2006–2010: Lakatos József (független)[7]
- 2010–2014: Lakatos József (független)[8]
- 2014–2019: Lakatos József (független)[9]
- 2019–2024: Lakatos József (független)[10]
- 2024– : Lakatos József (független)[1]

## Népesség
A település népességének változása:
| Lakosok száma | 664  | 652  | 655  | 658  | 586  | 583  | 584  |
|               | 2013 | 2014 | 2015 | 2021 | 2022 | 2023 | 2024 |

2001-ben a település lakosságának 87%-a magyar, 13%-a cigány nemzetiségűnek vallotta magát.
A 2011-es népszámlálás során a lakosok 89,5%-a magyarnak, 5% cigánynak, 0,3% németnek, 0,2% ukránnak mondta magát (10,5% nem nyilatkozott; a kettős identitások miatt a végösszeg nagyobb lehet 100%-nál). A vallási megoszlás a következő volt: római katolikus 8,4%, református 58%, görögkatolikus 15%, felekezeten kívüli 3,6% (14,7% nem válaszolt).
2022-ben a lakosság 94,5%-a vallotta magát magyarnak, 5,6% cigánynak, 0,7% ukránnak, 0,7% németnek, 0,2% bolgárnak, 0,2% ruszinnak, 0,9% egyéb, nem hazai nemzetiségűnek (5,3% nem nyilatkozott; a kettős identitások miatt a végösszeg nagyobb lehet 100%-nál). Vallásuk szerint 3,8% volt római katolikus, 44,2% református, 11,4% görög katolikus, 5,5% felekezeten kívüli (35% nem válaszolt).

## Nevezetességei
- Református templom.